# Півтора шпигуна
«Півтора шпигуна» (англ. Central Intelligence, дослівно «Центральна розвідка») — американська кінокомедія 2016 року режисера і сценариста Росона Маршала Тербера. У головних ролях: Двейн Джонсон, Кевін Гарт, Аарон Пол.

## Сюжет
Агент ЦРУ Боб Стоун приїжджає у своє містечко на зустріч випускників школи. Там він зустрічає свого однокласника, який колись був зіркою школи, а тепер є непримітним бухгалтером, який сумує за своєю популярністю. Проте насправді Боб приїхав не на зустріч випускників, а для виконання надсекретного завдання, для чого він завербовує колишню шкільну зірку.

## У ролях
| Актор            | Роль                                  |
| ---------------- | ------------------------------------- |
| Двейн Джонсон    | Боб Стоун, агент ЦРУ                  |
| Кевін Гарт       | Келвін, колишній однокласник Боба     |
| Емі Раян         | агент Памела Гарріс                   |
| Аарон Пол        | Філ Стентон, напарник Боба, агент ЦРУ |
| Даніель Ніколет  | Меггі Джойнер                         |
| Тімоті Джон Сміт | агент Нік Купер                       |
| Меган Парк       | офіціантка в барі                     |
| Томас Кречманн   | покупець                              |
| Джейсон Бейтман  | Тревор                                |
| Мелісса Маккарті | Дарла                                 |
| Кумейл Нанджіані | охоронець в аеропорті                 |
| Сіоне Келепі     | Боб у школі                           |

## Створення фільму

### Знімальна група
- Кінорежисер — Росон Маршал Тербер
- Сценаристи — Росон Маршалл Тербер, Айк Барінголц і Девід Штассен
- Кінопродюсери — Пітер Прінціпато, Скотт Стубер і Пол Янг
- Виконавчі продюсери — Річард Бренер, Майкл Фотрел і Ед Гелмс
- Композитори — Людвіг Йоранссон і Теодор Шапіро
- Кінооператор — Баррі Петерсон
- Кіномонтаж — Майкл Л. Сейл
- Підбір акторів — Ліза Біч і Сара Кацман
- Художник-постановник — Стівен Лайнвівер
- Артдиректор — Браян Фелті
- Художник по костюмах — Керол Ремсі[11].

### Виробництво
Спочатку виробництвом стрічки займалася кінокомпанія «Universal» і режисером мав бути Дін Парізо, проте 2013 року виробництвом почала займатися компанія «New Line» і у грудні стало відомо, що режисером буде Росон Маршал Тербер. У листопаді 2014 року було повідомлено, що знімання фільму мають розпочатися весною 2015 року у Бостоні. В березні 2015 року було визначено дату початку широкого кінопрокату у США — 17 червня 2016 року.

## Сприйняття

### Оцінки
Фільм отримав змішані відгуки: Rotten Tomatoes дав оцінку 67 % на основі 114 відгуків від критиків (середня оцінка 5,7/10) і 71 % від глядачів зі середньою оцінкою 3,8/5 (33 902 голоси). Загалом на сайті фільми має схвальні оцінки, фільму зарахований «стиглий помідор» від кінокритиків і «попкорн» від глядачів, Internet Movie Database — 6,9/10 (7 695 голосів), Metacritic — 52/100 (34 відгуки критиків) і 6,5/10 від глядачів (39 голосів). Загалом на цьому ресурсі від критиків фільм отримав змішані відгуки, а від глядачів — схвальні.

### Касові збори
Під час показу в Україні, що розпочався 30 червня 2016 року, протягом першого тижня на фільм було продано 52 754 квитки, фільм показали у 138 кінотеатрах і він зібрав 3 643 013 ₴, або ж 146 821 $, що на той час дозволило йому зайняти 2 місце серед усіх прем'єр.
Під час прем'єрного показу у США, що розпочався 17 червня 2016 року, протягом першого тижня фільм показали у 3 508 кінотеатрах і він зібрав 35 535 250 $, що на той час дозволило йому зайняти 2 місце серед усіх прем'єр. Станом на 26 червня 2016 року показ фільму триває 10 днів (1,4 тижня), зібравши у прокаті у США 69 173 874 долари США, а у решті світу 14 289 760 $, тобто загалом 83 463 634 доларів США при бюджеті 50 млн доларів США.

### Виноски
1. 1 2  http://www.imdb.com/title/tt1489889/
2. ↑  http://www.metacritic.com/movie/central-intelligence
3. 1 2 3 4 5 6 7 8 9 10  ČSFD — 2001.
4. ↑  Central Intelligence (2016) - IMDb
5. ↑  Central Intelligence: Release Info (англ.). Internet Movie Database. Процитовано 15 лютого 2016.
6. ↑  Півтора шпигуна. Kino-teatr.ua. Процитовано 15 лютого 2016.
7. 1 2  Anthony D'Alessandro (14 червня 2016). ‘Finding Dory’ To Have Shark-Size Appetite At Weekend B.O.; Second Best Opening This Summer After ‘Civil War’ – Preview (англ.). deadline.com. Процитовано 28 червня 2016.
8. 1 2 3 4  Central Intelligence (англ.). Box Office Mojo. Процитовано 28 червня 2016.
9. 1 2 3 4  Central Intelligence (2016) (англ.). The Numbers. Процитовано 28 червня 2016.
10. ↑  Central Intelligence (2016) (англ.). AllMovie. Процитовано 28 червня 2016.
11. ↑  Central Intelligence: Full Cast & Crew (англ.). Internet Movie Database. Процитовано 15 лютого 2016.
12. ↑  Borys Kit (20 грудня 2013). 'We're the Millers' Director Boards New Line's 'Central Intelligence' (Exclusive) (англ.). The Hollywood Reporter. Процитовано 15 лютого 2016.
13. ↑  Justin Kroll (11 листопада 2014). Dwayne Johnson and Kevin Hart Enlist in ‘Central Intelligence’ For New Line (англ.). Variety. Процитовано 15 лютого 2016.
14. ↑  Borys Kit (22 травня 2015). Aaron Paul Joining Dwayne Johnson, Kevin Hart in 'Central Intelligence' (Exclusive) (англ.). The Hollywood Reporter. Процитовано 15 лютого 2016.
15. ↑  Pamela McClintock (19 березня 2015). 'Nice Guys' Moves Up; 'Central Intelligence' Gets Release Date (англ.). The Hollywood Reporter. Процитовано 15 лютого 2016.
16. ↑  Central Intelligence (англ.). Rotten Tomatoes. Процитовано 28 червня 2016.
17. ↑  Central Intelligence (англ.). Internet Movie Database. Процитовано 28 червня 2016.
18. ↑  Central Intelligence (англ.). Metacritic. Процитовано 28 червня 2016.
19. 1 2  Бокс-Офіс 26 (2016): Тінь велетня. Kino-teatr.ua. Процитовано 14 липня 2016.
20. ↑  Central Intelligence — Ukraine Weekend Box Office (англ.). Box Office Mojo. Процитовано 14 липня 2016.